# Сикейра-Кампуш / Копакабана (станция метро)
Сикейра-Кампуш (порт. Estação Siqueira Campos) — станция линии Линии 1 метрополитена Рио-де-Жанейро. Станция располагается в районе Копакабана города Рио-де-Жанейро. Открыта в 2002 году.
Станция обслуживает около 76 000 пассажиров в день.
Станция имеет два выхода: Siqueira Campos и Figueiredo Magalhães.

## Окрестности
- Пляж Копакабана